# Kiss Me More
«Kiss Me More» es una canción de la cantante y rapera estadounidense Doja Cat con la cantante estadounidense SZA. Fue lanzado a través de Kemosabe y RCA Records el 9 de abril de 2021 como el primer sencillo de su tercer álbum de estudio de Doja Cat, Planet Her (2021). Es una canción pop con influencias de música disco, fue escrita por Doja Cat, SZA, Tizhimself, Carter Lang, Rogét Chahayed y Yeti Beats, siendo estos dos últimos también los productores. Steve Kipner y Terry Shaddick también ganan créditos de coescritura en la canción, ya que interpola el coro el sencillo «Physical» de la cantante inglés-australiana Olivia Newton-John de 1981.
En el video musical, Doja Cat y SZA interpretan a extraterrestres en «Planet Her» que seducen a un astronauta visitante interpretado por el actor estadounidense Alex Landi, y lo atrapan en un tubo de vidrio entre una exhibición de otros hombres que han tratado de explorar el planeta antes que él. «Kiss Me More» se convirtió en uno de los 40 mejores éxitos en más de una docena de países, después de haber ganado el top 10 en los Estados Unidos, Canadá, el Reino Unido, Australia, Irlanda, Nueva Zelanda y Lituania.

## Antecedentes y lanzamiento
A principios de enero de 2021, Doja Cat reveló que su próximo álbum de estudio cuenta con numerosas apariciones como invitada, incluyendo a SZA. El 5 de marzo de 2021, la canción fue mencionada por primera vez por SZA en una entrevista con V. Sobre la canción, SZA reveló que «es un puntal diferente y estoy emocionada», mientras que Doja Cat respondió alabando a la primera, diciendo: «Felicito a los artistas, como tú, que se adhieren a algo». El 8 de abril de 2021, Doja Cat tomó las redes sociales para revelar la portada y anunciar el lanzamiento de la canción para el 9 de abril. En una entrevista con Zane Lowe para Apple Music, Doja Cat dijo: «Quería hacer una canción sobre besos. Pensé que sería lindo. Eso no sucede muy a menudo, sino solo una canción que se trata únicamente de besarse».

## Composición y recepción
«Kiss Me More» es una canción pop influenciada en gran medida por la música disco y R&B. Algunos críticos comentaron acerca del parecido entre la canción y el gran éxito de Doja Cat del 2020 «Say So». Justin Cutro de Vulture lo describió como «un atasco de R&B sedoso y juguetón», mientras que los escritores de Rolling Stone lo consideraron un «groovy, con una inflexión disco».  Heran Mamo de Billboard escribió que «la furtiva y sensual canción definitivamente será un elemento básico de la lista de reproducción de verano con su maravillosa línea de bajo». Escribiendo para Nylon, Steffanee Wang describió la canción como «una canción pop de tempo medio con guitarra y melodías pegajosas». El coro de la canción interpola la melodía de «Physical», de a la que los compositores Steve Kipner y Terry Shaddick también son acreditados como coescritores.
Escribiendo para Teen Vogue, Claire Dodson describió la canción como «excelente» y «una oda brillante a besar [...] con una melodía subyacente un tanto melancólica que contrasta bien con ese ritmo soft-disco característico de Doja». Anders Hare de Rated R&B escribió que la «melodía hinchable y besada por el [...] sol presenta a ambas proezas musicales cantando sensualmente sobre abrazar el ahora con sus seres queridos». Las voces de Doja Cat y SZA fueron descritas como «suaves», «sensuales» y «evocadoras». Jason Lipshutz de Billboard elogió la entrega del dúo y señaló que «mantienen sus rimas apretadas y voces de coro transpirables, pero no maltraten las palabras». Tanto la canción como su video musical adjunto recibieron elogios absolutos por su soñador,y sensualidad.

## Video musical
El video musical se estrenó el mismo día que el sencillo y fue dirigido por Warren Fu. Cuenta con un astronauta (interpretado por el actor asiático-estadounidense Alex Landi) que se estrella y explora la ficción «Planet Her», donde Doja Cat y SZA interpretan alienígenas seductores que «proporcionan un ambiente conmovedor a su viaje».  Al final, se despierta en un tubo de vidrio que se muestra entre una colección de otros hombres que han tratado de explorar el planeta antes que él.
Emlyn Travis de MTV elogió el video musical, describiendo Planet Her como «un mundo misterioso y floreciente lleno de brillantes oeas, relajantes jardines zen,cielos de puesta de sol pastel y cerezos florecientes que está gobernado por dos reinas más grandes que la vida». Meaghan Garvey de Billboard señaló que el video está «bañado en tonos pastel y futurismo de alta femme, y aunque es demasiado sexy, todavía termina con Doja y SZA rompiéndose unos a otros mientras juegan un videojuego en una galaxia muy, muy lejana». Erica Gonzales de Harper's Bazaar describió el video como uno «fantástico» que «solo sus mentes creativas podían lograr». Jem Aswad de Variety lo consideró «trippy», mientras que Jackson Langford de NME lo describió como «ciencia ficción sensual». Mekishana Pierre de Entertainment Tonight señaló que era «tan juguetón y dulce como la pista en sí». Trishna Rikhy de V escribió: «Una experiencia visual y sónica celestial, los indicios de surrealismo que Doja Cat constantemente enhebra a través de sus videos todavía persisten».

## Presentaciones en vivo
Doja Cat interpretó una versión en solitario de «Kiss Me More» por primera vez en el evento inaugural de Triller Fight Club en abril de 2021.

## Remix
El 28 de mayo de 2021 el popular canal de Youtube Chill Nation, presentó de forma no oficial un remix de «Kiss Me More» que se ha hecho muy popular. Se trata de la versión del artista Daju, aportándole una mayor velocidad y dinamismo.

## Listado de canciones
- Descarga digital y streaming

1. «Kiss Me More» (con SZA) – 3:28

## Créditos y personal
Los créditos se adaptaron de Tidal.
- Doja Cat - voz principal, composición
- SZA - artista destacado, composición
- Yeti Beats - composición, producción
- Rogét Chahayed - composición, producción
- Dr. Luke - composición
- Tizhimself - composición
- Carter Lang - composición
- Stephen Kipner - composición
- Terry Shaddick - composición
- Joe Visciano - ingeniería
- John Hanes - ingeniería
- Serban Ghenea - mezcla
- Mike Bozzi - masterización

## Posicionamiento en listas
| Listas (2021)                             | Mejor posición |
| ----------------------------------------- | -------------- |
| Argentina (Argentina Hot 100)             | 64             |
| Australia (ARIA)                          | 2              |
| Austria (Ö3 Austria Top 40)               | 19             |
| Bélgica (Flandes) (Ultratop 50)           | 26             |
| Bélgica (Valonia) (Ultratop 50)           | 34             |
| Brasil (Pop Internacional)                | 5              |
| Brasil (Top 100 Brasil)                   | 63             |
| Canadá (Canadian Hot 100)                 | 5              |
| República Checa (Rádio Top 100)           | 63             |
| República Checa (Singles Digitál Top 100) | 6              |
| Dinamarca (Tracklisten)                   | 4              |
| El Salvador (Monitor Latino)              | 5              |
| Finlandia (Suomen virallinen lista)       | 3              |
| Francia (SNEP)                            | 23             |
| Alemania (Offizielle Deutsche Charts)     | 31             |
| Grecia (IFPI)                             | 5              |
| Global 200 (Billboard)                    | 3              |
| Hungría (Stream Top 40)                   | 12             |
| Irlanda (IRMA)                            | 2              |
| Italia (FIMI)                             | 59             |
| Japón (Japan Hot 100)                     | 97             |
| Japón Hot Overseas (Billboard)            | 2              |
| Lituania (AGATA)                          | 2              |
| Malasia (RIM)                             | 1              |
| México (Billboard Mexico Top 100 Airplay) | 1              |
| México Top 20 General (Monitor Latino)    | 10             |
| Países Bajos (Dutch Top 40)               | 11             |
| Países Bajos (Mega Single Top 100)        | 7              |
| Nueva Zelanda (Recorded Music NZ)         | 1              |
| Noruega (VG-lista)                        | 4              |
| Portugal (AFP)                            | 12             |
| Rumania (Airplay 100)                     | 57             |
| Serbia (Radiomonitor)                     | 5              |
| Singapur (RIAS)                           | 1              |
| Eslovaquia (Rádio Top 100)                | 82             |
| Eslovaquia (Singles Digitál Top 100)      | 9              |
| Corea del Sur (Gaon)                      | 115            |
| España (Top 100 Canciones)                | 65             |
| Suecia (Sverigetopplistan)                | 17             |
| Suiza (Schweizer Hitparade)               | 13             |
| Reino Unido (UK Singles Chart)            | 3              |
| Estados Unidos (Billboard Hot 100)        | 3              |
| Estados Unidos (Adult Top 40)             | 24             |
| Estados Unidos (Mainstream Top 40)        | 5              |
| Estados Unidos (Rhythmic)                 | 2              |
| Estados Unidos (Rolling Stone Top 100)    | 2              |

## Premios y nominaciones
| Año  | Premiación                     | Categoría                                | Resultado | Ref.          |
| ---- | ------------------------------ | ---------------------------------------- | --------- | ------------- |
| 2021 | American Music Awards          | Colaboración del Año                     | Ganador   | [ 84 ] [ 85 ] |
| 2021 | American Music Awards          | Canción Pop Favorita                     | Nominado  | [ 84 ] [ 85 ] |
| 2021 | MTV Europe Music Awards        | Mejor Canción                            | Nominado  | [ 86 ] [ 87 ] |
| 2021 | MTV Europe Music Awards        | Mejor Vídeo                              | Nominado  | [ 86 ] [ 87 ] |
| 2021 | MTV Europe Music Awards        | Mejor Colaboración                       | Ganador   | [ 86 ] [ 87 ] |
| 2021 | MTV Millennial Awards          | Éxito Global del Año                     | Nominado  | [ 88 ]        |
| 2021 | MTV Millennial Awards (Brasil) | Mejor Colaboración Estadounidense        | Nominado  | [ 89 ]        |
| 2021 | MTV Video Music Awards         | Vídeo del Año                            | Nominado  | [ 90 ] [ 91 ] |
| 2021 | MTV Video Music Awards         | Mejor Colaboración                       | Ganador   | [ 90 ] [ 91 ] |
| 2021 | People's Choice Awards         | La Colaboración de 2021                  | Nominado  | [ 92 ]        |
| 2022 | Premios Grammy                 | Grabación del Año                        | Nominado  | [ 93 ]        |
| 2022 | Premios Grammy                 | Canción del Año                          |           | [ 93 ]        |
| 2022 | Premios Grammy                 | Mejor Interpretación de Pop de Dúo/Grupo | Ganador   | [ 93 ]        |

## Historial de lanzamiento
| Región         | Fecha               | Formato                    | Sello            | Ref.   |
| -------------- | ------------------- | -------------------------- | ---------------- | ------ |
| Varios         | 9 de abril de 2021  | Descarga digital streaming | Kemosabe RCA     | [ 94 ] |
| Estados Unidos | 13 de abril de 2021 | Contemporary hit radio     | Kemosabe RCA     | [ 95 ] |
| Estados Unidos | 13 de abril de 2021 | Rítmico contemporáneo      | Kemosabe RCA     | [ 96 ] |
| Italia         | 16 de abril de 2021 | Contemporary hit radio     | Sony Music Italy | [ 97 ] |